# Anurapteryx montana
Anurapteryx montana är en fjärilsart som beskrevs av Beutelspacher 1984. Anurapteryx montana ingår i släktet Anurapteryx och familjen Sematuridae. Inga underarter finns listade i Catalogue of Life.